# Малое Ситно
Ма́лое Си́тно (бел. Мало́е Сі́тна) — деревня в Полоцком районе Витебской области Беларуси. Административный центр Малоситнянского сельсовета.
Поселение образовалось на месте укрепления XVI века.

## География
Расположена в 50 км на северо-восток от города Полоцк, 95 км от Витебска, 6 км от железнодорожной станции Алёща.
Недалеко от границы с Россией.

### Гидрография
На берегу озера Измок, у истока реки Полота.

## Замок Ситно
Иногда ошибочно местом расположения замка считают деревню Большое Ситно на южном берегу озера Ситно. В действительности же озеро Ситно, как и деревня Большое Ситно находятся на расстоянии 4 км от реки Полоты, а замок Ситно был построен на западном берегу реки Полота, в том месте, где она вытекает из озера Измок.
В настоящее время на склоне холма, на котором ранее стоял замок, установлен памятный знак.
Есть несколько версий происхождения замка. Согласно одной замок был заложен русскими в 1563 после взятия Полоцка и в 1566 им завладели литовцы. Согласно другой — литовцами в XV веке, в 1563 завоеван русскими, возвращен литовцами и разрушен в 1566 г., после чего опять восстановлен русскими и в 1579 г. Замок был уничтожен войсками Стефана Батория в 1579.
Расположение замчища на западном берегу Полоты скорее подтверждает вторую версию происхождения: с севера замок был защищен озером, а с востока и юга огибался рекой. Западная же сторона замка, лишенная естественной преграды, вероятнее всего была обнесена искусственным рвом.

## Население

### Численность
- 2009 год — 299 жителей

### Динамика
- 1999 год — 387 жителей, 176 дворов (перепись населения)
- 2009 год — 299 жителей (перепись населения)[2]

## Культура
- Дом культуры

## Достопримечательность
- Замчище
- Памятный знак на Замчище
- Братская могила советских воинов и партизан —  Историко-культурная ценность Республики Беларусь, шифр 213Д000675

## Галерея
- Вид на деревню
- Вид на деревню от замчища
- Вид на деревню от замчища
- Вид на озеро Измок с замчища
- Вид на озеро Измок от замчища
- Вид на реку Полота с замчища
- Вид с моста
- Воинское захоронение
- Замчище
- Место церкви
- На замчище
- Памятный знак на замчище
- Река Полота
- Улица
- Улица